# Kurt Sievers
Kurt Sievers (* 3. April 1906 in Krefeld; † unbekannt) war ein deutscher Politiker. Er war ab 1934 Kreisdirektor und später Landrat im Landkreis Gandersheim.

## Leben und Wirken
Er war der Sohn des Postamtmann Wilhelm Sievers. Nach dem Abitur studierte er Rechtswissenschaft und legte 1931 die Assessorprüfung ab. Danach war er als Gerichtsassor tätig, bevor er 1934 zum Kreisdirektor und später zum Landrat in Bad Gandersheim ernannt wurde. Nach dem Zweiten Weltkrieg war er als Rechtsanwalt tätig.
Zum 1. Oktober 1931 trat er der NSDAP bei (Mitgliedsnummer 671.647). Im selben Jahr schloss er sich der SS (SS-Nummer 15.721) und 1944 der Waffen-SS an.